# Karácsonyi Illy
Karácsonyi Illy, névváltozatok: Ili, Ily, született Kardos Ilona (Siófok, 1894. május 28. – 1944. május 15.) magyar színésznő, énekesnő.

## Életútja
Kardos Károly és Schwarz (Schwarcz) Eszter leánya. Budapesten végezte iskoláit, majd 1914-ben felvették Rákosi Szidi színiiskolájába, ahol mindjárt feltűnt kellemes énekhangjával, és Rákosi Szidi csakhamar előkelő szerepekhez juttatta. Így mindjárt első vizsgája a Denevér Rozalindája volt, a Király Színház színpadán. Ekkor a Budapesti Hírlapban Kern Aurél feltűnő kritikában számolt be a művésznő nagy kvalitásairól. Ezután Ábrányiné Wein Margitnál, továbbá Steiner Ferenc kamaraénekesnél Bécsben és F. San Marconál Milánóban képezte hangját.
1915. november 18-án Budapesten, Terézvárosban házasságot kötött a nála kilenc évvel idősebb Spiegel Gyula gépészmérnökkel, akitől 1918-ban elvált.
1918 júniusában lépett színpadra. Pályáját Szegeden kezdte, Almássy Endrénél, ahol a helyi lapok mindenkor őszinte méltatásban számoltak be fellépéseiről. Itt nemsokára operapartitúrákat is énekelt (Carmen, Tosca, Parasztbecsületben Santuzza, Bajazzókban Nedda stb.). 1919-ben a Király Színház művésznője lett, miután előzőleg a Blaha Lujza Színházban szerződtetési célból a Luxemburg grófjában (Angela) sikeresen lépett fel. Ekkor Beöthy László két évre, utána ismét két évre kötött vele szerződést. Vendégszerepelt a Városi Színházban (Ábrányi Emil direkciója alatt), ahol operetténekesnő létére Carment és Toscát énekelte.
1925-ben Kolozsvárra hívták meg, ahol 1933-ig működött. Közben vendégszerepelt Bécsben, Karlsbadban, Ostendében, Hágában és Bukarestben.
1926 augusztusában Portoroséban nyaralt, amikor egyik éjszaka nem sokkal éjfél után arra lett figyelmes, hogy valaki a szállodai szobájának zárát feszegeti. A színésznő egy összehajtogatott selyemkendővel próbálta meg visszatolni az ajtó résén befelé hatoló tőrt és közben segítségért kiáltott, mire a merénylő elmenekült. Mint kiderült, egy tehetős trieszti olasz fiatalember volt, akit már előzőleg bemutattak Karácsony Illynek, aki azonban nem viszonozta iránta érzett vonzalmát. Az olasz ezért döntött úgy, hogy mindkettőjükkel végez. Végül fehér rózsacsokorral kért bocsánatot a művésznőtől.
1935-ben egy osztrák revütársulathoz szerződött, mellyel Bécsben mutatkozott be és onnan indultak tovább Európa városaiba. Külföldön Ily Noel néven szerepelt. 1936-ban a Wiener Stadttheater tagja volt.
1939 januárjában Kolozsvárról Rio de Janeiróba szerződött egy dél-amerikai színházi tröszthöz, amelynek harminchét színháza és saját rádióállomása volt. A szerződés kimondta, hogy Karácsonyi Illynek csak primadonna-szerepeket kellett elvállalnia, olyan operettekben, amelyeknek bemutatásához hozzájárul. Viszont köteles volt a színháztröszt rendelkezésére állni mindenütt és minden időben. A tröszt kívánságára fel kellett lépnie a vállalathoz tartozó harminchét színház mindegyikében, valamint a vállalathoz tartozó rádióállomás mikrofonja előtt is. Egyidejűleg egy svájci magazinnal is szerződést kötött, amelynek értelmében dél-amerikai képekkel és riportokkal látta el a svájci újságot. 1940. május 15-én fellépett a Zeneakadémián tartott kisebbségi irodalmi esten.
A második világháború idején a Ferenc József rakpart 2. számú házból a sváb volksbundista házfelügyelő a Gestapo kezére juttatta hét másik emberrel együtt, s nem tért vissza a deportálásból.
Német, francia, angol és olasz nyelven beszélt.

## Fontosabb szerepei
- Rosalinda (ifj. Johann Strauss: A denevér)
- Santuzza (Mascagni: Parasztbecsület)
- Nedda (Leoncavallo: Bajazzók)
- Carmen (Bizet: Carmen)
- Tosca (Puccini: Tosca)
- Lucy (Jacobi Viktor: Leányvásár)
- Szonja (Lehár Ferenc: A cárevics)
- Sylvia (Kálmán Imre: Csárdáskirálynő)
- Nan-Kipu (Arthur Sullivan–W. S. Gilbert: Mikado)